# Serviço Aéreo do Exército Imperial Japonês

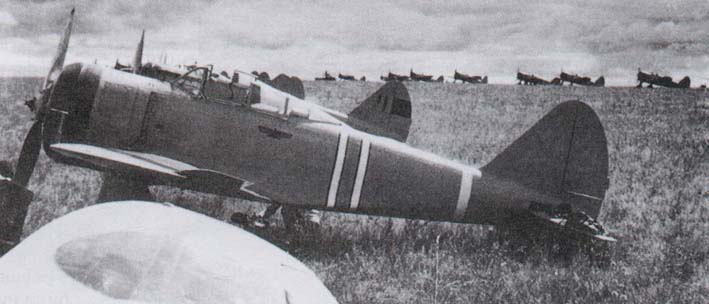
Aeronvaves Nakajima Ki-27 japonesas, em 1939.

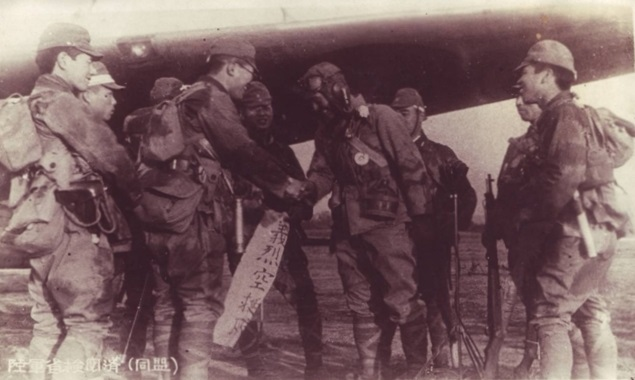
Pilotos militares japoneses

O Serviço Aéreo do Exército Imperial Japonês foi a componente aérea do Exército Imperial Japonês entre 1912 e 1945. A sua função principal, além da defesa aérea do Império do Japão, era a de providenciar apoio aéreo próximo para o exército. Participou na Primeira Guerra Mundial, na Segunda Guerra Sino-Japonesa e na Segunda Guerra Mundial.

## Primeira Guerra Mundial
Em 1914, com a eclosão da guerra, os japoneses sitiaram a colônia alemã de Tsingtao, aeronaves do exército em conjunto com a marinha realizaram operações de reconhecimento e bombardeio. O Corpo Aéreo Provisório consistindo de quatro biplanos Maurice Farman MF.7 e um único monoplano Nieuport VI-M voou 86 surtidas entre eles. Em dezembro de 1915, um batalhão aéreo baseado em 1 companhia aérea e 1 companhia de balões foi criado sob o Comando de Transporte do Exército e localizado em Tokorozawa. O Comando de Transporte do Exército passou a ser responsável por todas as operações aéreas. No total, 10 aeronaves foram adicionadas ao Serviço Aéreo do Exército em 1914 e 1915.
Vários pilotos japoneses serviram na aviação francesa durante a guerra. Kiyotake Shigeno juntou-se ao corpo em dezembro de 1914. Ele era um membro da liga dos ases da aviação francesa, tendo abatido duas aeronaves alemãs confirmadas e seis não confirmadas. Ele também foi premiado com a Ordre national de la Légion d'honneur, a mais alta condecoração da França. Kobayashi Shukunosuke tornou-se piloto licenciado em dezembro de 1916, morrendo em combate durante a Ofensiva da Primavera de 1918. Ele foi condecorado postumamente com a Croix de Guerre. Isobe Onokichi , Ishibashi Katsunami, Masaru Kaiya (IJN), Tadao Yamanaka, Masatoshi Takeishi, Isakitchy Nagao, e Moro Goroku, engenheiro aeronáutico da Kawasaki, também serviu na French Flying corp.

## Segunda Guerra Sino-Japonesa e Segunda Guerra Mundial
Em 1941, a Força Aérea do Exército Japonês tinha cerca de 1 500 aeronaves de combate. Durante os primeiros anos da guerra, o Japão continuou o desenvolvimento técnico e a implantação de aeronaves cada vez mais avançadas e desfrutou de superioridade aérea na maioria dos campos de batalha devido à experiência de combate de suas tripulações e às qualidades de manuseio de suas aeronaves.
No entanto, como a guerra continuou, o Japão descobriu que sua produção não poderia igualar a dos Aliados. Além desses problemas de produção, o Japão enfrentou combates contínuos e, portanto, perdas contínuas. Além disso, houve interrupções contínuas na produção provocadas pela mudança de fábricas de local para local, cada transferência com o objetivo de evitar o bombardeio estratégico dos Aliados. Entre esses fatores e outros, como os materiais estratégicos restritos, os japoneses se viram superados materialisticamente.

Em termos de mão de obra, o Japão estava ainda pior. Tripulações experientes foram mortas e substituições não foram planejadas. Os japoneses haviam perdido treinadores qualificados e não tinham combustível ou tempo para usar os treinadores que tinham. Por causa disso, no final de sua existência, a JAAF recorreu a ataques kamikaze contra forças aliadas esmagadoramente superiores.